# Parasemia fulva
Parasemia fulva är en fjärilsart som beskrevs av Fettig 1889. Parasemia fulva ingår i släktet Parasemia och familjen björnspinnare. Inga underarter finns listade i Catalogue of Life.